# South San Jose Hills
South San Jose Hills est une census-designated place de Californie située dans le comté de Los Angeles.